# 越南裔英国人
越南裔英国人指的是生活在英国的拥有越南或部分越南血统的英国公民、非公民移民和侨民。在英越南人属于越僑的一部分。

## 历史与定居
越南人最早在二战时期开始向英国移民，但在越战于1975年结束后，移民数量才变得明显。北越赢得越战后，英国只接纳了几百名越南难民，这就是第一批移民英国的越南人。之后，越南与中国爆发边境冲突，英国政府这次接收了逾两万名越南人。与中国交恶导致很多华裔越南人被迫离开越南北部。因此，在那个年代来到英国的越南人主要都是有中国背景的越南北方人。
由于气候差异、不習慣英國當地飲食以及英语水平不够等原因，刚抵达英国的越南难民的生活相当艰难。由于当时的在英越南社群较小，新一批移民难以像他们那些移居澳大利亚、法国或者美国的同胞那样融入当地社会，这三国的越南社群要大得多。
很多越南移民在来到英国后逐渐开始朝伦敦等大城市迁移，大多数移居伦敦的越南人都定居在劉易舍姆、薩瑟克、塔村區以及哈克尼區。

## 人口统计

### 人口
2001年英国人口普查数据显示，英國全国有23347名生在越南的居民，其中超过65%来自越南北部。于2007年发布的研究报告显示，至少有55000名越南裔人生活在英格兰和威尔士，其中约20000人是非法移民，另有至少5000人是留学生。2014年，英国国家统计署估计，全国共有约28000名生在越南的居民。